# Hila Sedighi
 (décembre 2024).
 (décembre 2024).
Le contenu est difficilement compréhensible vu les erreurs de traduction, qui sont peut-être dues à l'utilisation d'un logiciel de traduction automatique.
Hila Sediqi (née en 1985) est une poète, peintre et militante sociale iranienne.

## Biographie
Hila Sediqi est née en 1985 à Téhéran. Elle est titulaire d'un baccalauréat en droit, puis entre à l'université en 2002 pour faire des études de droit. À l'été 2001, elle fonde l'Association culturelle et littéraire du Nistan et devient la plus jeune secrétaire de l'Association culturelle et littéraire iranienne. Les rencontres littéraires de cette association se sont tenues d'abord chaque trimestres puis chaque mois jusqu'au printemps 2018. Lors de ces rencontres, des poètes et des professeurs étaient invités ainsi que des groupes de musique. La même année, elle devient rédacteur en chef du magazine Children's City affilié au 6e arrondissement de Téhéran. Elle collabore également à la création de la maison-musée paternelle du Dr Shariati.
En 2005, Hila Sediqi a établi le siège électoral de Baran et a soutenu des candidats généralement réformistes à diverses élections municipales, parlementaires et présidentielles. L'activité de ce siège s'est poursuivie jusqu'en 2008. En 2006, elle fonde l'Association des Jeunes Alchimistes dans le but de préserver et de faire revivre le patrimoine culturel du pays, puis devient secrétaire de cette association. En 2007, Sediqi devient cheffe de l'unité juridique du vice-chancelier culturel et social de la municipalité de Téhéran. Elle a démissionné de ce poste en 2008.
Dans Azar 1400, Hila Sediqi a sorti un album intitulé Hangam Tolo, avec son propre texte et sa propre voix, ainsi que la composition de Mohammad Mehdi Gurangi. Cet album a été publié par la maison d'édition Rahgoz Haft Iglim et a obtenu l'autorisation du ministère de l'Orientation.

## L'élection présidentielle de 2008

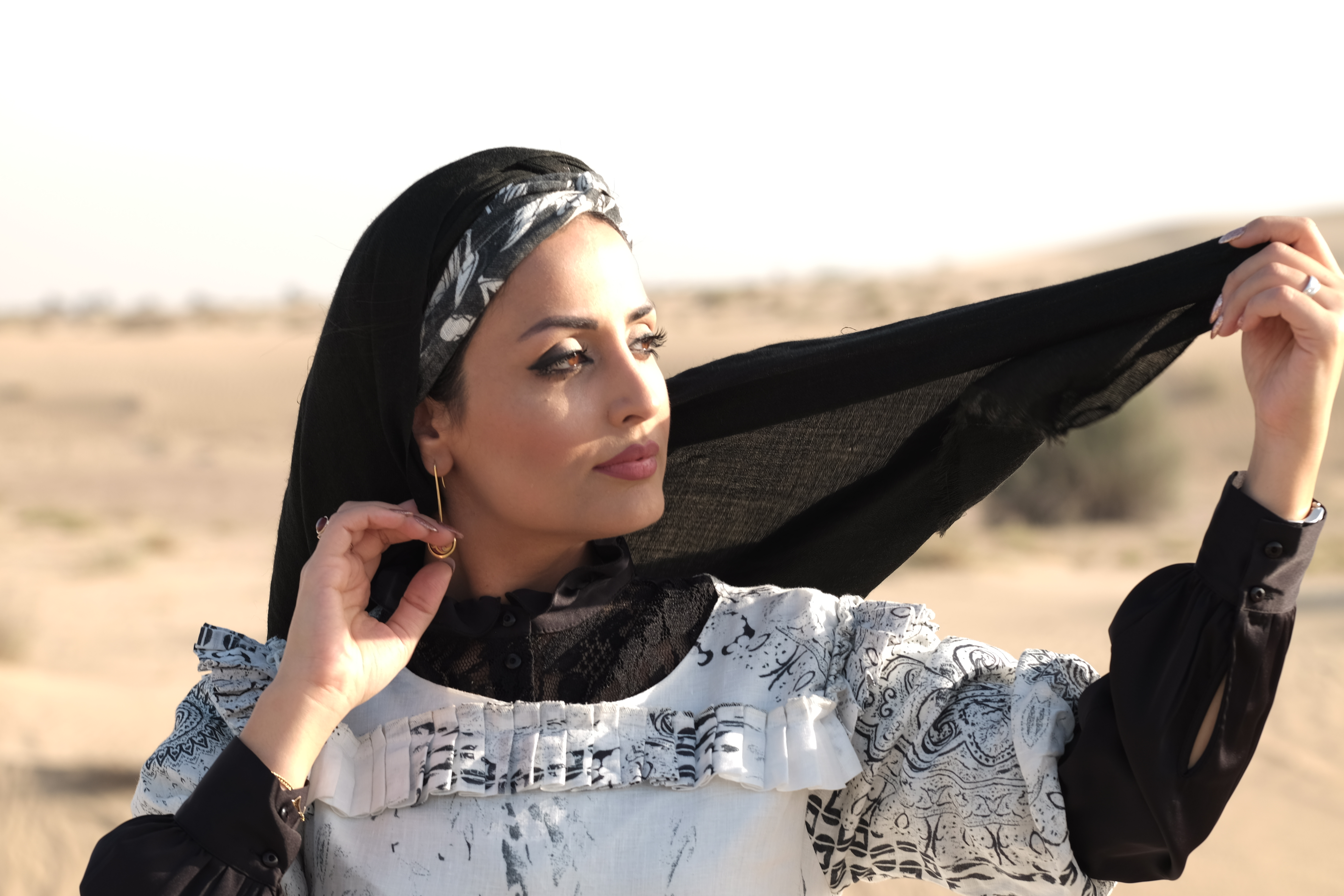

Lors des élections de 2008, Hila Sediqi a soutenu Mirhossein Mousavi dans son quartier général central et a également travaillé au siège de la coalition réformiste et a également été active dans le quartier général de Baran pour soutenir Moussavi. En mai de la même année, elle organise une rencontre de poètes et écrivains contemporains en coopération avec "Stad 88" en soutien à Mirhossein Mousavi.
En novembre 2008, après plusieurs mois de silence et d'absence dans l'espace public après le 22 Khordad, Hila Sediqi s'est rendue derrière le podium de l'Association littéraire Amir Kabir et a récité le poème « Salle de classe vide de vous » en signe de protestation contre les événements de 2008.
En mai 2009, elle a interprété le poème « Baba » et en octobre de la même année, elle a interprété le poème « Green Again » qui a été diffusé dans divers médias, dont les chaînes satellites, et traduit dans différentes langues du monde.
Le 18 décembre 2009, les agents du ministère de l'Information se sont rendus à son domicile et ont confisqué ses biens personnels, puis ils l'ont emmené au ministère de l'Information pour un interrogatoire quotidien pendant un mois. Elle fut arrêtée pour la première fois en mai 2010 et emmenée à la prison d'Evin. Elle a ensuite été libérée sous caution. Le 25 août 2010, elle a été jugée par le  tribunal de la révolution islamique et les médias ont rapporté qu'elle avait été condamnée à quatre mois de travaux forcés et à cinq ans de probation.

## Exposition de peintures de la saison des étoiles
Quelques mois plus tard, Hila Sediqi a lancé une exposition de ses œuvres sous forme de toiles, qui a été largement accueillie par des habitants de différentes villes d'Iran et des personnalités artistiques et politiques. Dans cette exposition, Hila Sediqi a illustré ses œuvres réelles et surréalistes à l'aide de pastels.

## Réalisatrice
Shivatir est le nom de la première expérience de Hila Sediqi en tant que réalisatrice. Ce court-métrage qu'elle écrit et réalise raconte la légende d'Arash Kamangir basée sur le poème "Arash" de Siavash Kasraei. La production du film Shivatir a commencé en 2013. Le film est sorti au cinéma en juillet 2017. Il a été qualifié de "premier Chakamehwani au cinéma".

## Prix Human Rights Watch
En 2012, elle a remporté le prix Hellman-Hammet de Human Rights Watch.

## Exposition de peintures de femmes persanes
En 2013, une exposition de peintures de femmes persanes de Farshad Alamdari a eu lieu aux États-Unis. L'une des photos est un portrait de Hila Sediqi.

## Arrestations
Après les événements de 2008 et en raison de ses poèmes, Sediqi a été convoquée et interrogée à plusieurs reprises et arrêté en 2010. Le tribunal révolutionnaire l'a condamnée à quatre mois d'emprisonnement et cinq ans de probation.
Elle a été de nouveau arrêtée le jeudi 17 janvier 2014, alors qu'elle revenait des Émirats arabes unis vers l'Iran à l'aéroport Imam de Téhéran. Elle a été libérée sous caution deux jours plus tard.

## Lien vers des poèmes et des discours
- [vidéo] « زن ایرانی - هیلا صدیقی », sur YouTube
- [vidéo] « سبز است دوباره - هیلا صدیقی », sur YouTube
- [vidéo] « هوای پاییز … شاعر :هیلا صدیقی Hila sedighi », sur YouTube
- [vidéo] « شب آیینه‌ها - هیلا صدیقی Hila sedighi », sur YouTube
- [vidéo] « روسری سیاه من شاعر :هیلا صدیقی Hila sedighi », sur YouTube
- [vidéo] « گل مریم - هیلا صدیقی », sur YouTube
- [vidéo] « همایش جوانان اصلاح طلب - شهرکرد - هیلا صدیقی », sur YouTube